# NGC 6020
NGC 6020 ist eine elliptische Galaxie vom Hubble-Typ E3 im Sternbild Schlange und etwa 197 Millionen Lichtjahre von der Milchstraße entfernt. Sie wurde am 9. Mai 1866 von Truman Safford entdeckt.
Der Eintrag unter IC 1148 im Index-Katalog ist Dreyer zuzuschreiben, der nicht erkannte, dass Saffords doppelte Beobachtungsnotizen nur zu einem Objekt gehörten.